# Pomnik Henryka Sienkiewicza w Bydgoszczy

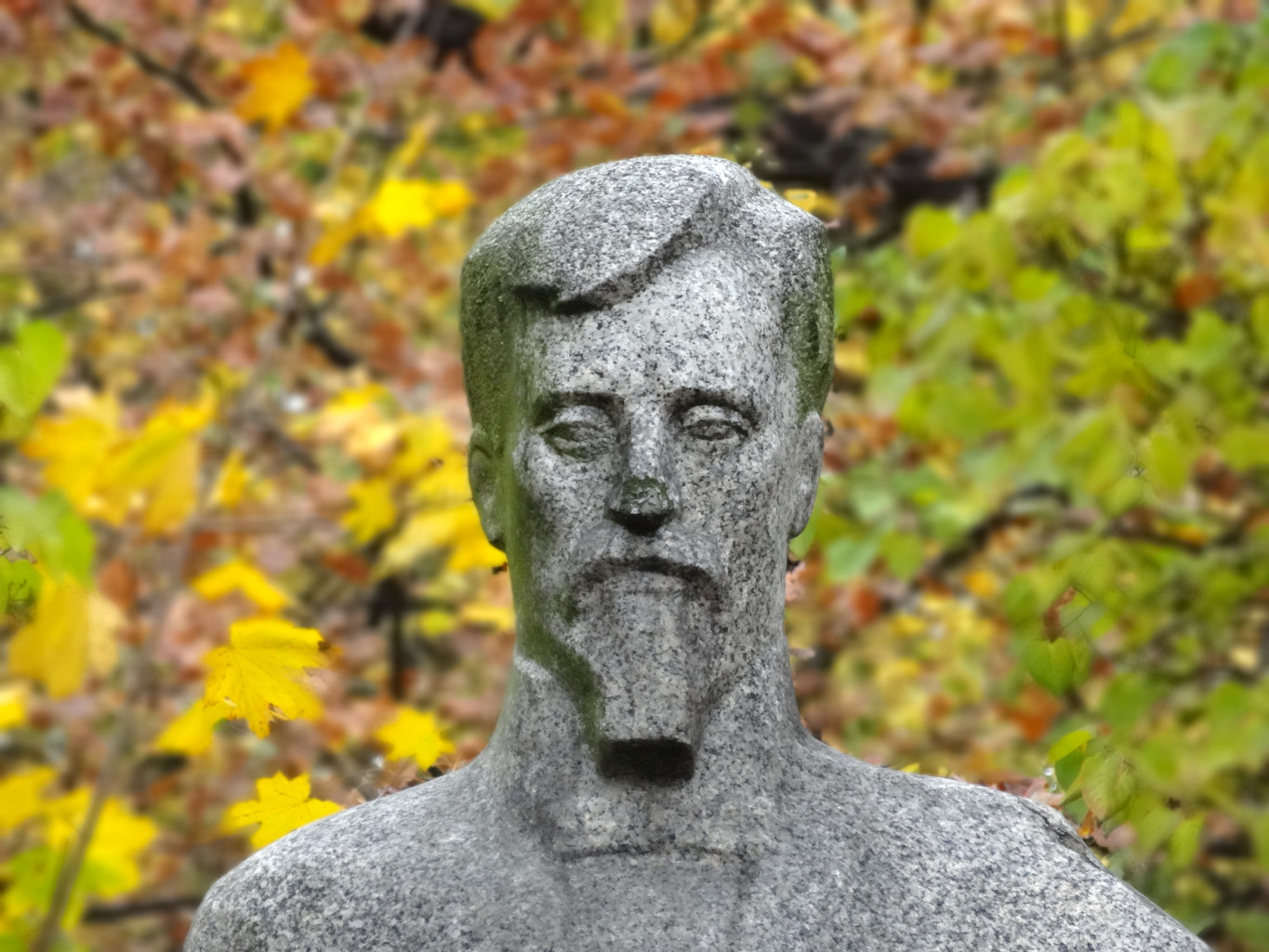
Jesienią

Pomnik Henryka Sienkiewicza – pomnik zlokalizowany w Bydgoszczy, ku czci Henryka Sienkiewicza.
Odsłonięty w 1927 r. był pierwszym w Polsce pomnikiem ku czci pisarza, po zniszczeniu w czasie II wojny światowej został odbudowany w innej formie w 1968 r.

## Opis

### Pomnik przedwojenny
Inicjatywa zbudowania pomnika Henryka Sienkiewicza zrodziła się wśród bydgoskich pedagogów oraz działaczy kultury. 
Obywatelski Komitet Budowy Pomnika Henryka Sienkiewicza powstał w Bydgoszczy w listopadzie 1924 r., po sprowadzeniu do Polski prochów pisarza. Jego prezesem został dyrektor Biblioteki Miejskiej dr Witold Bełza.
Powołany Komitet miał nie tylko zgromadzić potrzebne fundusze i dać miastu artystyczne dzieło w formie pomnika, ale spopularyzować szeroko sylwetkę pisarza i jego działalność patriotyczną.
Dla zapropagowania zadań Komitetu i zebrania funduszy organizowano płatne spotkania i odczyty, zbierano składki w zakładach pracy, instytucjach i szkołach, sprzedawano cegiełki, przeprowadzano kwesty uliczne oraz „łańcuchy składek” w prasie.    
Dzięki staraniom Komitetu i poparciu ze strony ówczesnego prezydenta Bernarda Śliwińskiego zebrano niezbędne fundusze, aby w Bydgoszczy powstał pierwszy w Polsce pomnik Henryka Sienkiewicza. Posąg z brązu został wykonany przez artystę – rzeźbiarza Konstantego Laszczka z Krakowa.
Posąg spoczywał na cokole z czerwonego piaskowca, a po obu jego stronach znajdowały się orły z brązu oparte na niższych cokołach z tablicami pamiątkowymi.
Odsłonięcia monumentu 31 lipca 1927 r. dokonał Prezydent Polski Ignacy Mościcki. Uroczystość ta była nie tylko poważnym przeżyciem kulturalnym i narodowym dla Bydgoszczy i szerokiej okolicy, ale wydarzeniem ogólnopolskim. Przybyły delegacje z kraju i z zagranicy, nadesłano ok. 300 depesz gratulacyjnych z różnych uczelni, towarzystw naukowych, instytucji i placówek dyplomatycznych, od szeregu znanych w świecie osobistości ze wszystkich kontynentów. 
Uroczystości rozpoczęła msza święta w kościele farnym, w której uczestniczył Prezydent Mościcki wraz z małżonką, zaś kazanie wygłosił ksiądz profesor Michał Kozal (późniejszy biskup i błogosławiony kościoła katolickiego, patron diecezji bydgoskiej).
W mieście pobudowano kilkanaście bram tryumfalnych, udekorowano kwiatami balkony i okna oraz wywieszono sztandary o barwach narodowych. Podczas uroczystości do Prezydenta przemawiał Józef Weyssenhoff i dr Witold Bełza, zaś część muzykalno-wokalna była kierowana przez Feliksa Nowowiejskiego. Na placu zgromadziło się 8 tys. mieszkańców oraz przeszło 100 cechów, delegacji i towarzystw ze sztandarami i chorągwiami. Po uroczystości odbył się bankiet w hotelu „Pod Orłem”, a prezydent udał się statkiem „Czajka” na tor regatowy w Brdyujściu, gdzie odbyły się międzynarodowe regaty wioślarskie. Wieczorem odbył się koncert symfoniczny w Teatrze Miejskim przy współudziale zjednoczonych chórów z Poznania i Bydgoszczy, dyrygowany przez Feliksa Nowowiejskiego.

### Pomnik powojenny
Pomnik zniszczyli hitlerowcy w pierwszych dniach okupacji, we wrześniu 1939 roku. Po wojnie powstał nowy Komitet Budowy Pomnika Henryka Sienkiewicza, który postawił sobie za cel obudowę monumentu. Zbiórkę funduszy rozpoczęto już w 1946 r., a uczestniczyli w niej czytelnicy „Ilustrowanego Kuriera Polskiego”, młodzież szkolna i społeczeństwo miasta.
Odsłonięcia tymczasowej tablicy na głazie, w miejscu dawnego pomnika, dokonał przewodniczący Prezydium Miejskiej Rady Narodowej Kazimierz Maludziński.  
Nowy pomnik zlokalizowano na miejscu zniszczonego. Odsłonięcie nastąpiło 18 maja 1968 roku podczas Dni Oświaty, Książki i Prasy. Uroczystego odsłonięcia dokonał przewodniczący Prezydium Wojewódzkiej Rady Narodowej - poseł Aleksander Schmidt. Autorem wykonanego z granitu monumentu jest artysta - rzeźbiarz prof. Stanisław Horno-Popławski z Gdańska.

## Galeria

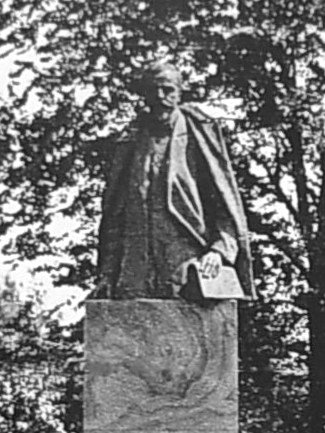
Pomnik przedwojenny (1927-1939)
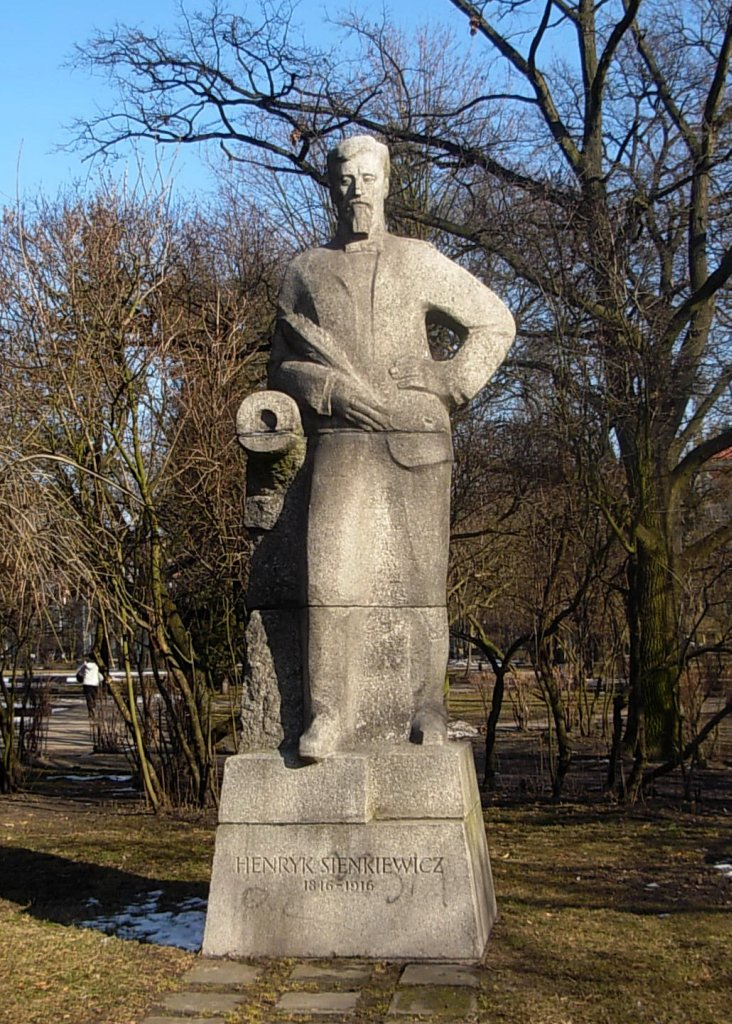
Wiosną
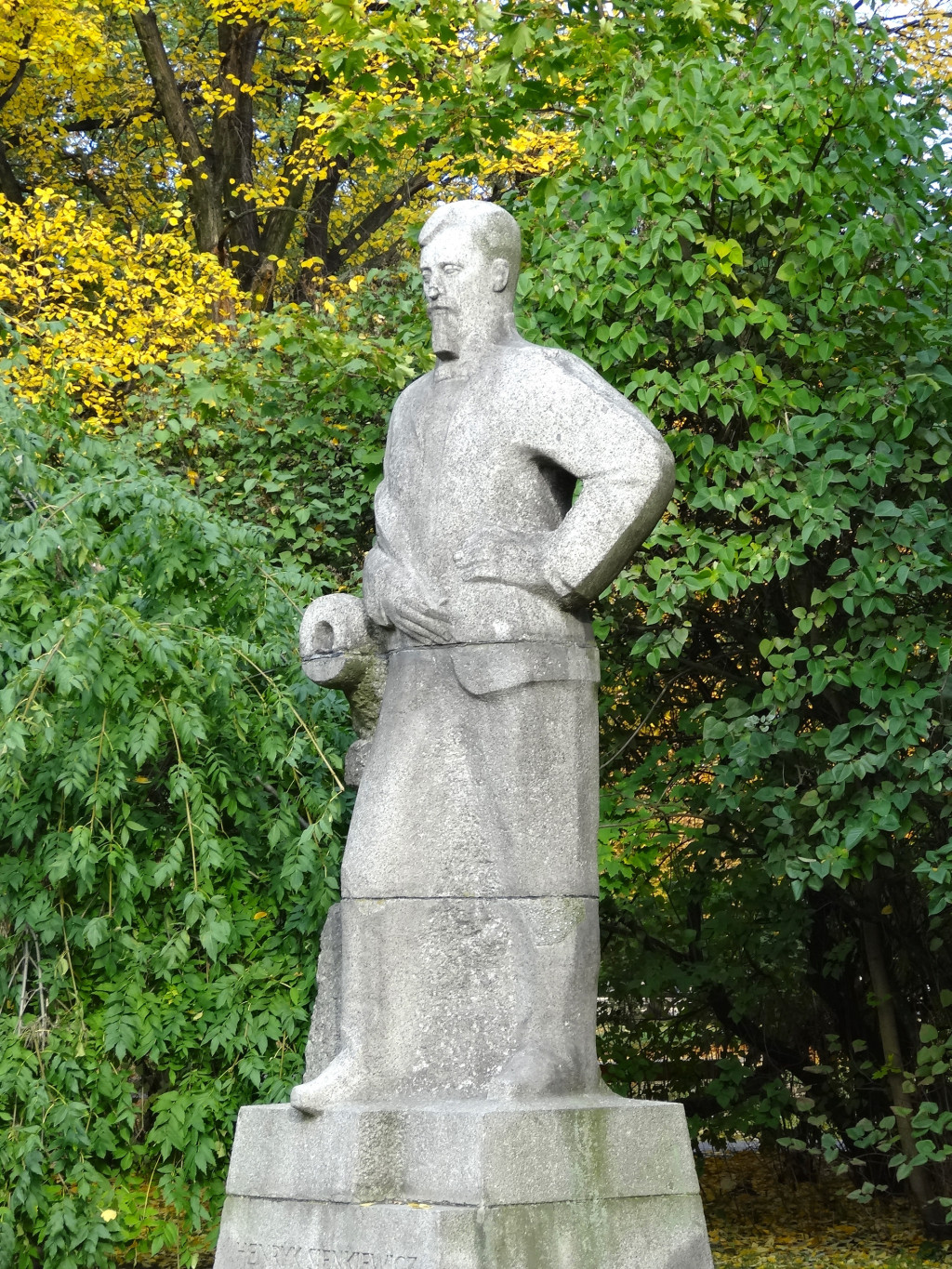
Jesienią
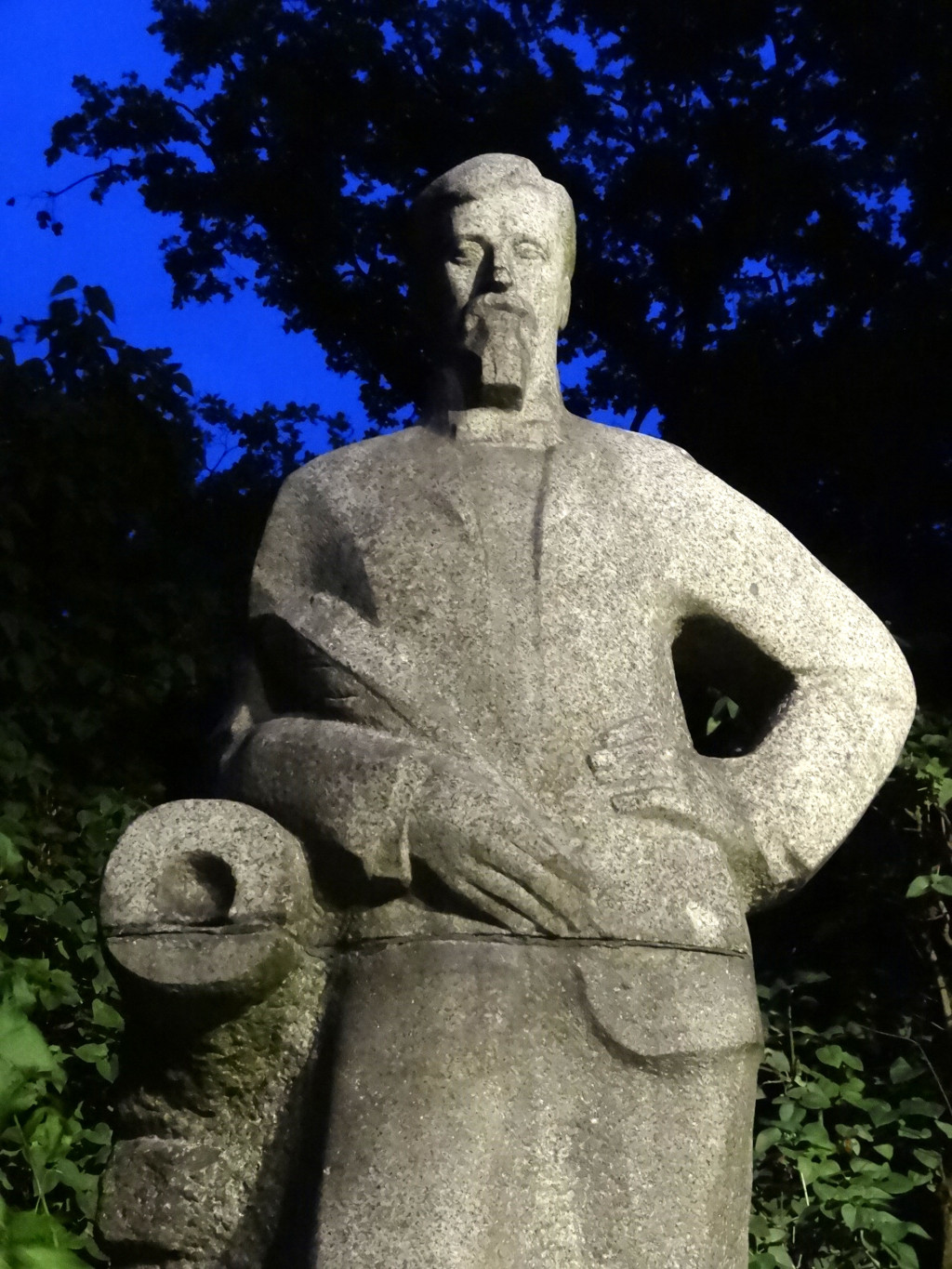
O zmierzchu
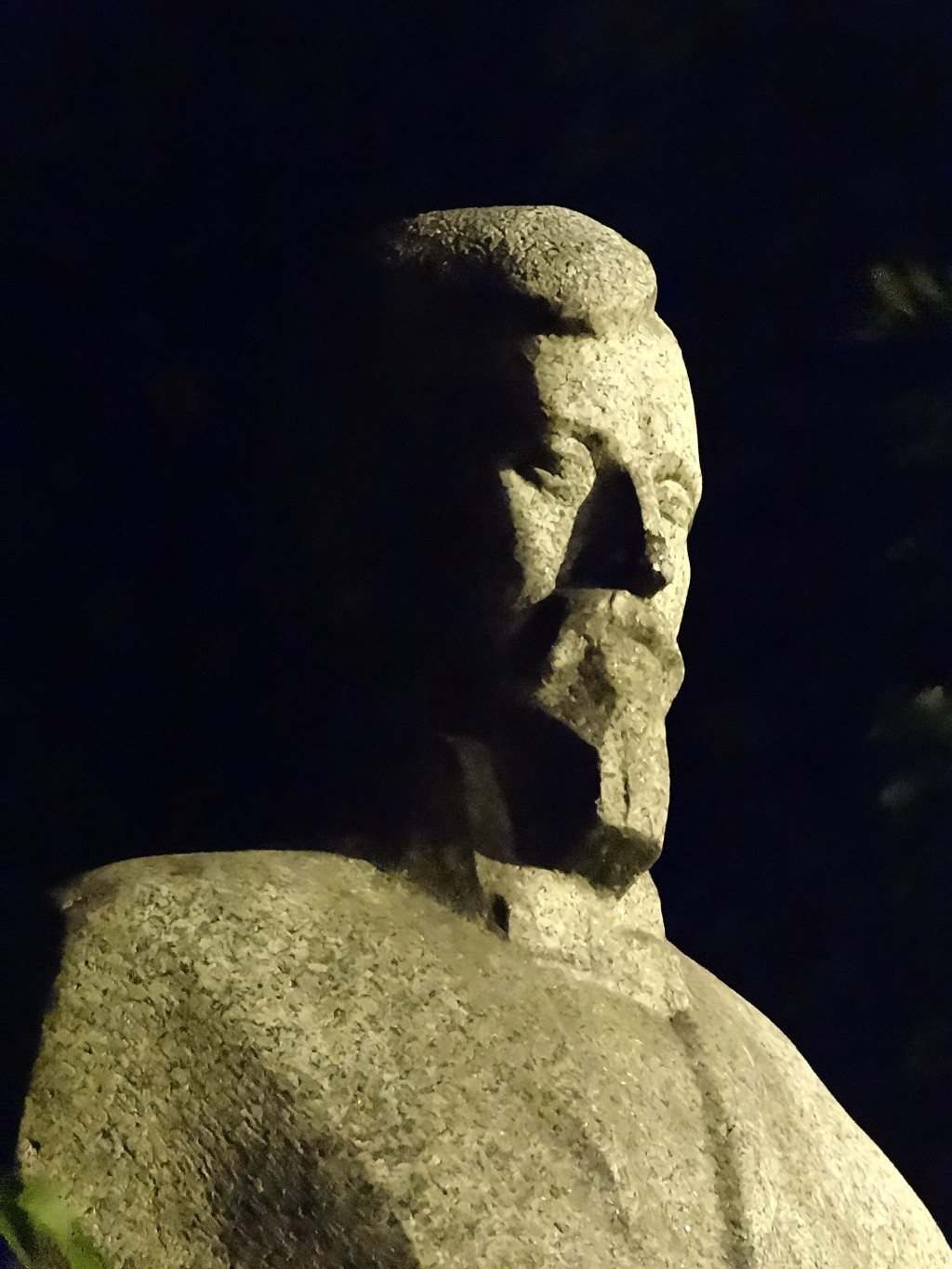
Nocą